# Grégoire Arfeuil
Pas d'image ? Cliquez ici

a Compétitions nationales et continentales officielles uniquement.

b Matchs officiels uniquement.
Dernière mise à jour le 18 avril 2025.
Grégoire Arfeuil, né le 5 décembre 2004 à Beaune (Côte-d'Or), est un joueur français de rugby à XV et international français de rugby à sept évoluant au poste d'ailier avec la Section paloise.

## Biographie

### Jeunesse et formation
Grégoire Arfeuil naît le 5 décembre 2004 à Beaune. Il commence le rugby à XV en 2014 avec le club de l'Aurore Rugby Club de Vitré. En 2015, il rejoint l'US Lectoure, puis le centre de formation du SU Agen en 2019. En 2020, il retourne à Lectoure avant de rejoindre le Béarn et le centre de formation de la Section paloise.
Grégoire Arfeuil évolue en 2022 avec l'équipe de France de rugby à XV des moins de 18 ans et l'équipe de France de rugby à sept des moins de 18 ans, équipes avec lesquelles il remporte le Festival des Six Nations en avril pour le XV et le Championnat d'Europe en juillet pour le sept.

### Carrière professionnelle
Grégoire Arfeuil participe au Supersevens 2022 avec la Section paloise. Il joue son premier match avec l'équipe professionnelle de la Section paloise en décembre 2022, alors qu'il vient juste de fêter ses dix-huit ans, lors de la troisième journée de Challenge Cup en entrant en jeu à la 73e minute lors du match face aux Dragons RFC. En janvier 2023, il est convoqué avec l'équipe de France des moins de 20 ans pour un stage de préparation, à Capbreton, en vue du Tournoi des Six Nations des moins de 20 ans.
Il participe au Supersevens 2023 avec la Section paloise et termine à la deuxième place, inscrivant 10 essais. Il est titulaire avec l'équipe professionnelle pour la première fois le 9 décembre 2023 lors de la première journée de Challenge Cup face aux Sharks (défaite 5 à 45) où il inscrit son premier essai en professionnel. Le 28 janvier 2024, il est annoncé dans un groupe de vingt-six joueurs pour la première journée du Tournoi des Six Nations des moins de 20 ans 2024. Il est titulaire contre l'Irlande, lors de la première journée du Tournoi, à Aix-en-Provence.
Fin novembre 2024, il est retenu avec l'équipe de France de rugby à sept pour participer à la première étape du SVNS à Dubaï. Il inscrit trois essais lors de cette première étape. De retour en club, lors de la saison 2024-2025, Grégoire Arfeuil dispute les quatre matchs de la phase de poules de la Challenge Cup avec la Section paloise, étant titularisé à chaque rencontre. Il participe aux victoires contre les Newcastle Falcons et le Dragons RFC,, ainsi qu'aux défaites face aux Lions et aux Ospreys,. En juin 2025, le club annonce sa prolongation de contrat jusqu'en 2027, incluant une année en statut professionnel.

## Palmarès

### En club
- Finaliste du Supersevens en 2022, 2023 et 2024 avec la Section paloise sevens.

### En équipe nationale
- Vainqueur du Festival des Six Nations en 2022 (Grand Chelem) avec l'équipe de France de rugby à XV des moins de 18 ans.
- Vainqueur du Championnat d'Europe de rugby à sept en 2022 avec l'équipe de France de rugby à sept des moins de 18 ans.

## Vie privée
Grégoire Arfeuil naît au sein d'une fratrie de sept enfants, avec quatre frères et deux sœurs. Passionné de musique, il fait deux ans de conservatoire et huit ans de piano.